# Aeroportul Cambridge Bay
Aeroportul Cambridge Bay (IATA: YCB, ICAO: CYCB) este un aeroport din Cambridge Bay⁠(d), Nunavut, Canada ce deservește zona Cambridge Bay⁠(d). A fost numit după zona deservită.
Situat la o altitudine de 31 m, aeroportul dispune de 1 pistă.

## Infrastructură

### Piste
Aeroportul dispune de o singură pistă. Pista 13/31 are suprafața de pietriș. 